# Vekerdy Tamás
Vekerdy Tamás (Budapest, 1935. szeptember 21. – Budapest, 2019. október 9.) magyar pszichológus, író.

## Élete
Vekerdy Géza (1887–1962) ügyvéd és Friedrich Anna gyermekeként született. Apai nagyszülei Vekerdy József bankhivatalnok és Adler Jozefa. Anyai nagyszülei Friedrich Jakab kereskedő és Klein Ilona.
Egyetemi tanulmányait az ELTE Állam- és Jogtudományi Karán végezte 1954–1958 között. Ezután a ELTE Bölcsészettudományi Kar pszichológia szakát is elvégezte 1962–1967 között. Mérei Ferenc és Nemes Lívia szemináriumaira 1971–1976 között járt.
1958-tól 1960-ig házitanító, illetve a Nemzeti Színház statisztája. 1959–1969 között a Család és Iskola külső, majd belső munkatársa. 1969–1972 között a Színház- és Filmművészeti Főiskola óraadó pszichológiatanára. 1972–1983 között a IX. és a III. kerület Nevelési Tanácsadó pszichológusa. 1983-tól az Országos Pedagógiai Intézet főmunkatársa, 1990-től tudományos tanácsadója, 1995-től 1998-ig szeniora. 1992–1998 között a Miskolci Egyetem neveléstudományi tanszékén docens. 1998-tól a Pedagógus-továbbképzési Módszertani és Információs Központ alternatív továbbképzési igazgatója. 1987–1991 között Solymáron a magyarországi Waldorf-óvoda és -iskola megszervezésében vett részt. 
1991 óta a nappali Waldorf-tanárképzés szervezője és vezetője. 1990-től az iskolázás szabadsága Európai Fórumának közép-európai szóvivője, 1993–1997 között alelnöke. 1998-tól az Eötvös József Szabadelvű Pedagógiai Társaság elnöke. 1998-tól a Magyar Művelődési Társaság elnökségi tagja. 1991-től a budapesti magisztrátus tagja. 2018-tól a Széchenyi Irodalmi és Művészeti Akadémia címzetes tagja. 2019. október 9-én 84 éves korában hunyt el.

## Magánélete
1979-ben nősült harmadszorra, feleségül vette Honti Máriát, akitől négy gyermeke született (1979-ben Dániel – aki egy Waldorf gimnázium igazgatója lett –, 1981-ben János, 1986-ban Bálint, 1991-ben Anna).

## Díjai, elismerései
- Kiváló Munkáért díj (1985)
- Oktatásügy kiváló dolgozója (1987)
- Nemzetközi Lego-díj (1993)
- Kiss Árpád-díj (1996)
- Budapestért díj (2000)
- A Magyar Köztársasági Érdemrend tisztikeresztje (2002)
- Pro Scholis Urbis díj (2006)
- Hazám-díj (2014)[8]

## Művei

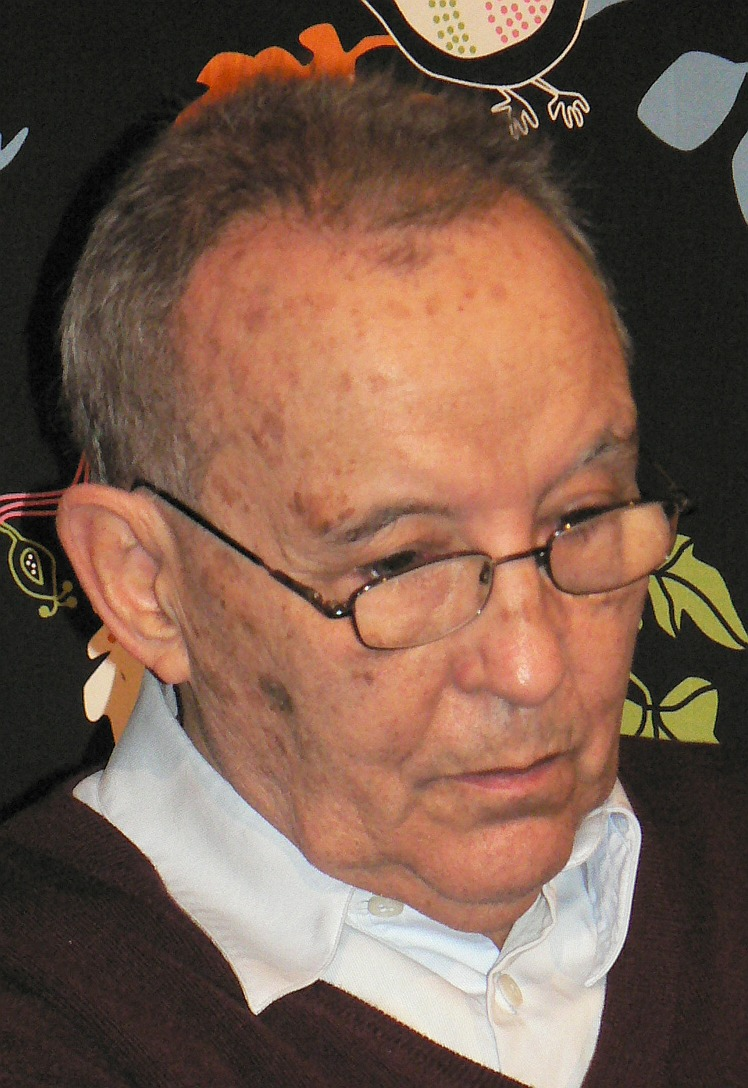
Vekerdy Tamás (2012)

- Mi legyek? Száz szakma; szerk.; Tankönyvkiadó, Budapest, 1965
- A színészi hatás eszközei. Lélektani elemzés. Jegyzet; Színház és Filmművészeti Főiskola, Budapest, 1970 k.
- A divat szakmái 1-2.; szerk.; Tankönyvkiadó, Budapest, 1970–1971
- Jelenetek Rákóczi életéből; színdarab, bemutató: Csiky Gergely Színház, Kaposvár, 1974. nov. 15.
- A színészi hatás eszközei. Zeami mester művei szerint. Lélektani elemzés; Magvető, Budapest, 1974 (Elvek és utak)
- Fiatal szülők könyve Beszélgessünk kisgyerekekről; Minerva, Budapest, 1975 (Minerva családi könyvek)
- Nagyapám iratai. Krónika. Borisz és Gleb; Szépirodalmi, Budapest, 1975
- Don Juan – a csábítás iskolája (1976)
- Beszélgessünk iskolásokról; Minerva, Budapest, 1979 (Minerva családi könyvek)
- Poszler György–Vekerdy Tamás: Kőszegi beszélgetések. 1981. május 18–23.; Magyar Televízió, Budapest, 1981
- Pszichológiai szempontok érvényesülése az iskolázás alapozó szakaszában 1-3.; OPI, Budapest, 1984
- Kamaszkor körül; Móra, Budapest, 1986 (Iránytű)
- Az óvoda és az első iskolai évek a pszichológus szemével; Tankönyvkiadó, Budapest, 1989 (Pszichológia nevelőknek)
- A Waldorf-iskola első három évének programjáról. Kitekintéssel a tizenkettedik év végéig; Török Sándor Waldorf-Pedagógiai Alapítvány–OKI Iskolafejlesztési Központ, Budapest, 1990 (Waldorf-könyvek)
- Álmok és lidércek. Iskolaalapítás Magyarországon; T-Twins, Budapest, 1992 (Magyarország felfedezése)
- Honnan? Hová? Beszélgetések az élet céljáról. Tíz beszélgetés életről, halálról, szerelemről; Kis-Lant Kiadó, Budapest, 1994
- Kicsikről nagyoknak 1-2. 1. A kisgyerekkor. 2. Az iskoláskor; Park, Budapest, 1996 (Hétköznapi pszichológia)
- Családom történeteiből; Filum, Budapest, 1997
- Kérdezz! Felelek... Gyerekekről felnőtteknek 1-2.; Park, Budapest, 1999–2000 (Szülők házi könyvtára)
- Lélek-jelenlét. A létezés technikái, korunk, jogok, gyermekek, iskolák. Reggeli tűnődések; Önkonet, Budapest, 2000 (Ursa minor könyvek)
- Gyerekek, óvodák, iskolák; Saxum, Budapest, 2001 (Az élet dolgai)
- Széchenyi; Holnap, Budapest, 2002
- Zsidó könyv; Önkonet, Budapest, 2002 (Ursa minor könyvek)
- Milyen iskola kell a gyerekeknek? Álmok és lidércek. A Waldorf-iskola első három évének programjáról; Filum, Budapest, 2003
- A pszichológus válaszol. Gyerekekről felnőtteknek; Nők Lapja Műhely, Budapest, 2003 (Nők lapja műhely)
- Vekerdy. Beszélgetőtárs Jámbor Judit; Scolar, Budapest, 2003
- Az iskola betegít?; Saxum, Budapest, 2004 (Az élet dolgai)
- Másféle iskolák. Talán: a Waldorf?; Saxum, Budapest, 2005 (Az élet dolgai)
- A pszichológus újra válaszol; Sanoma, Budapest, 2005 (Nők lapja műhely)
- Sorsdöntő találkozások. Szülők és gyermekek; Saxum, Budapest, 2005 (Az élet dolgai)
- Felnőttek és gyerekek. Mit akarunk egymástól? Pszichológiai írások; Saxum, Budapest, 2006
- Az óvoda és az első iskolai évek a pszichológus szemével; 2. átdolg. kiad.; Saxum, Budapest, 2006
- Beszélgetések nem csak gyerekekről Ranschburg Jenővel és Vekerdy Tamással; riporter Révai Gábor; Park, Budapest, 2007
- Honnan? Hová? Tíz beszélgetés életről, halálról, szerelemről; jav. kiad.; Holnap, Budapest, 2007
- A szülő kérdez, a pszichológus válaszol; Sanoma, Budapest, 2007 (Nők lapja műhely)
- Popper Péter–Ranschburg Jenő–Vekerdy Tamás: Az erőszak sodrásában; Saxum, Budapest, 2009 (Az élet dolgai)
- Családom történeteiből; bőv., átszerk. kiad.; Saxum, Budapest, 2011
- Érzelmi biztonság. Mit kell(ene) tudnunk a gyerekekről és magunkról? Válogatás Vekerdy Tamás legjobb előadásaiból; Kulcslyuk, Budapest, 2011
- És most belülről... Álmok és lidércek; Saxum, Budapest, 2011
- Nagy családkönyv; Sanoma Media, Budapest, 2011 (Nők lapja műhely)
- Ó, azok a hatvanas évek...; Saxum, Budapest, 2011 ISBN 978 963 248 177 7
- Szeretők; Saxum, Budapest, 2012
- Bereczkei Tamás–Rozsnyai Margit–Vekerdy Tamás: Választások. Az élet dolgai I.; Saxum, Budapest, 2012 (Szimpozion)
- Jól szeretni. Tudod-e, hogy milyen a gyereked?; Kulcslyuk, Budapest, 2013
- Lélek-jelenlét. A létezés technikái, korunk, jogok, gyerekek, iskolák; 2. bőv. kiad.; Móra, Budapest, 2013
- Iskolák?!?! Gyerekek, szülők, tanárok; Sanoma Media, Budapest, 2014 (Nők lapja műhely)
- Beszélgetések az elmúlásról Csányi Vilmossal és Vekerdy Tamással; riporter Révai Gábor; Libri, Budapest, 2015
- Kisgyerekek, óvodások...; Central, Budapest, 2016 (Nők lapja műhely)
- Naplók könyve; Kossuth, Budapest, 2016
- Gyerekek, óvodák, iskolák; bőv., átdolg. kiad.; Saxum, Budapest, 2016
- Válás és ami körülötte van; Centrál Könyvek, Budapest, 2019 (Nők lapja műhely)
- Jámbor Judit: Vekerdy. "Csak könnyedén, alig érintsd". Beszélgetés Vekerdy Tamással; Kulcslyuk, Budapest, 2021

## Műfordításai
- Fred Rodrian: Szarvas Szilárd; ford. Vekerdy Tamás, Tóth Eszter; Móra, Budapest, 1964
- Bing, Elin: Eduárd pillangója; Aladin Filmstúdió–Lego Publishing, Budapest, 1988 (Lego könyvek)
- Bing, Elin: A hegyi manó; Aladin Filmstúdió–Lego Publishing, Budapest, 1988 (Lego könyvek)
- Brodin, Anne: A születésnapi ajándék; Aladin Filmstúdió–Lego Publishing, Budapest, 1988 (Lego könyvek)
- Curtiss, Ursula: A meghajszolt tanu; Magvető, Budapest, 1978 (Albatrosz könyvek)
- Olsen, Lars-Henrik: A forgószél. Eduárd és barátai Fabulandban; Aladin Filmstúdió–Lego Publishing, Budapest, 1988 (Lego könyvek)
- Winding, Thomas: A hóvihar; Aladin Filmstúdió–Lego Publishing, Budapest, 1988 (Lego könyvek)
- Winding, Thomas: Zagyvakór; Aladin Filmstúdió–Lego Publishing, Budapest, 1988 (Lego könyvek)

## CD-k és hangoskönyvek
- Játszani is engedd... 1-2.; hangoskönyv a szerző előadásában; Kossuth–Mojzer Kiadó, 2015
- A látható világ, és... 1-2.; hangoskönyv a szerző előadásában; Kossuth–Mojzer Kiadó, 2016
- Jól szeretni; hangoskönyv a szerző előadásában; Kulcslyuk Kiadó, 2018